# بطولة العالم لسباق الدراجات على الطريق 1963
بطولة العالم لسباق الدراجات على الطريق 1963 هي الدورة ال36 من بطولة العالم لسباق الدراجات على الطريق، أجريت في رنز، بلجيكا.

## برنامج المسابقات
رجال
- سباق الطريق ضد الساعة.
- سباق الطريق ضد الساعة للفرق.

سيدات
- سباق الطريق المداري.

## النتائج النهائية
| المسابقة              | ذهبية                  | فضية                 | برونزية             |
| --------------------- | ---------------------- | -------------------- | ------------------- |
| الرجال                |                        |                      |                     |
| سباق الطريق ضد الساعة | Benoni Beheyt (بلجيكا) | ريك فان لوي (بلجيكا) | جو دي هان (هولندا)  |
| الفريق البطل          | فرنسا                  | إيطاليا              | الاتحاد السوفيتي    |
| السيدات               |                        |                      |                     |
| سباق الطريق المداري   | إيفون رايندرز (بلجيكا) | Rosa Sels (بلجيكا)   | Aino Pourenen (URS) |